# 薩爾高卡足球俱樂部
薩爾高卡足球俱樂部 （英語：Salgaocar Football Club），是一家設於印度果阿邦瓦斯科的足球俱樂部，球隊目前於印度頂級聯賽印度足球甲級聯賽參賽。
薩爾高卡足球俱樂部曾獲得19次果阿聯賽冠軍，3次印度聯合會盃冠軍，2次印度超級盃冠軍，2次杜蘭德盃冠軍，並在1998–99年印度國家足球聯盟與2010–11年印度足球甲級聯賽獲得該屆冠軍。薩爾高卡並且是果阿邦首支在印度國家足球聯盟獲得冠軍的球隊。

## 歷史

### 1956-2009年
薩爾高卡足球俱樂部於1956年由薩爾高卡集團建立，球隊的建立，是希望能給予果阿地區的青年一個能展現足球技能的平台。
1962年，薩爾高卡獲得邀請，參加於新德里舉辦的杜蘭德盃，這是果阿邦首支參加杜蘭德盃的球隊，當時印度總理賈瓦哈拉爾·尼赫魯曾在其住所接見俱樂部的參賽球員們。
薩爾高卡接下來在1980年到1990年代於印度各個足球錦標賽大放光采，球隊總共獲得印度國家足球聯盟冠軍1次（1998–99年），印度聯合會盃獲得冠軍3次（1988年、1989年、1997年），印度超級盃冠軍2次（1997年、1999年），流浪者盃冠軍3次（1989年、1996年、1999年），杜蘭德盃冠軍2次（1999年、2003年），薩特耐吉盃（Sait Nagjee）1次（1987年），TFA盾杯（TFA shield）1次（1979年），總督杯（Governors' Cup）2次（1999年、2001年）。球隊並在果阿邦足球聯賽獲得19次冠軍，並在2002–03年至2004–05年三屆連續獲得冠軍。
但在1990年代後，薩爾高卡光輝的年代似乎黯淡下來，球隊有時在頂級聯賽遭到降級，有時又在頂級聯賽拿下前三名佳績，薩爾高卡每年聯賽的不穩飽受批評，但球隊仍然有能力在印度國家足球聯盟與印度足球甲級聯賽維持不降級。1996年，薩爾高卡成為印度國家足球聯盟首屆12支參賽球隊之一，球隊在小組賽時獲得第3名的佳績，但在第二輪後卻只拿到第7名。

### 2010年後
薩爾高卡足球俱樂部於2007–08年印甲賽季降級後，於2010–11年印甲賽季再次重回印度足球甲級聯賽，在賽季結束後，球隊獲得該屆冠軍，這是球隊首次在印度足球甲級聯賽獲得冠軍，並且同時獲得2012年亞洲足協盃小組賽資格，惜在亞洲足協盃小組賽表現不佳，未獲得晉級
2011年9月29日，薩爾高卡在2011年印度聯合會盃決賽以3-1擊敗東孟加拉，第四次在印度聯合會盃封王。這是球隊首次同時在聯賽與足球錦標賽奪冠的紀錄。2011–12年印甲賽季，薩爾高卡以衛冕冠軍參加比賽，但在賽季結束後只以第6名收場。
2012年，薩爾高卡在參加2012–13年印甲賽季兩場之後，原總教練卡里姆·本切里法便辭職並轉任莫亨巴根的總教練，球隊後來找前马辛德拉联與孟买總教練戴夫·布斯接任。球隊在賽季結束後表現令人失望，只以第7名收場。 薩爾高卡隨後以前浦那總教練德里克·佩雷拉取代戴夫·布斯，佩雷拉之前在浦那四年時，帶領浦那在聯賽皆以前五名收場。2013–14年印甲賽季時，薩爾高卡在前6場比賽表現亮眼，但在接下來8場比賽表現平平，其中還有4場落敗，賽季結束後以季軍收場，但這也表示球隊表現有顯著提升。

## 標誌
薩爾高卡足球俱樂部曾經更換過其標誌，以下為薩爾高卡早期標誌。
|  |

## 球衣
薩爾高卡足球俱樂部主場隊服以綠色與白色搭配，在主場時以綠色運動衫搭配白色短褲與襪子，在客場時則是穿著紅色全套隊服，有時則會以藍色或紫色運動衫搭配。

## 主場
薩爾高卡足球俱樂部以法托達體育場與提拉克·邁丹體育場為主場，在2013–14年印甲賽季時，薩爾高卡只以提拉克·邁丹體育場為主場，但在2014–15年印甲賽季時，薩爾高卡仍繼續以法托達體育場與提拉克·邁丹體育場為主場。

## 球隊榮譽
- 印度國家足球聯盟（英语：National Football League (India)）

冠軍：1998–99年（1次）
亞軍：2002–03年（1次）
- 印度足球甲級聯賽

冠軍：2010–11年（1次）
- 印度聯合會盃

冠軍：1988年、1989年、1997年、2011年（4次）
亞軍：1987年、1990年、1993年（3次）
- 印度超級盃

冠軍：1998年、1999年（2次）
- 杜蘭德盃

冠軍：1999年、2003年、2014年（3次）

## 對外聯結
- Salgaocar Website